# São Lourenço (Goiana)
São Lourenço é uma vila localizada no distrito de Tejucopapo, Goiana, Pernambuco. Nela fica a Igreja de São Lourenço de Tejucupapo, construída no Século XVII, sendo campo contra os holandeses no episódio conhecido como a Batalha de Tejucupapo em 1646.